# Подсухое
Подсухое (укр. Підсухе) — село в Сходницкой поселковой общине Дрогобычского района Львовской области Украины.
Население по переписи 2001 года составляло 36 человек. Занимает площадь 3 км². Почтовый индекс — 82194. Телефонный код — 3244.